# La Motte-de-Galaure
Pour les articles homonymes, voir La Motte et Galaure (homonymie).
La Motte-de-Galaure est une ancienne commune française située dans le département de la Drôme, en région Auvergne-Rhône-Alpes.
Depuis le 1er janvier 2022, elle est une commune déléguée de la commune nouvelle de Saint-Jean-de-Galaure.
Ses habitants sont dénommés les Mottois et les Mottoises.

## Géographie

### Localisation
Localisée en Drôme des collines dans la vallée de la Galaure, la commune est environ 60 km au sud de Lyon, 60 km à l'ouest de Grenoble et 30 km au nord de Valence.
Par la route, Saint-Vallier (chef-lieu du canton) est à 9 km à l'ouest et Romans-sur-Isère à 25 km au sud-est.
| Albon     | Fay-le-Clos              | Mureils   |
| Saint-Uze | La Motte-de-Galaure      |           |
| Saint-Uze | Saint-Barthélemy-de-Vals | Claveyson |

### Hydrographie
La commune est traversée par :
- la rivière la Galaure[5], affluent du Rhône (rive gauche) ;
- l'Avenon, affluent de la Galaure (rive droite), long de 6,2 km[6], traverse le territoire du nord au sud avant de se jeter dans la Galaure, sur sa rive droite ;
- le Bion, affluent de la Galaure (rive gauche). Il coule au sud de la commune[7].

### Climat
Le climat est semi-continental avec des influences méditerranéennes (hivers froids, modérément pluvieux pendant lesquels la neige tombe en abondance lorsque l'air humide du sud rencontre l'air froid continental, étés chauds entrecoupés d'orages, et automnes très arrosés)[réf. nécessaire].

### Voies de communication et transports
La route départementale 51 qui suit l'axe ouest-est de la vallée de la Galaure en faisant la liaison de Saint-Vallier jusqu'à proximité de Le Grand-Serre, traverse le village en croisant la route départementale 161 faisant le lien entre Saint-Martin-des-Rosiers (hameau de Albon) au nord et Claveyson au sud.
Les échangeurs d'autoroute les plus proches sont sur l'autoroute A7, l'un à Tain-l'Hermitage au sud, l'autre au nord, à Chanas dans l'Isère, tous deux situés à environ 20 km de La Motte-de-Galaure. À moins de 35 km, les échangeurs de Romans-centre et Romans-Est donnent accès à l'autoroute A49 reliant Valence dans la Drôme à Grenoble dans l'Isère.
La gare ferroviaire régionale la plus proche est celle de Saint-Vallier à environ 10 km et de Valence TGV pour le réseau à grande vitesse, cette dernière étant située à moins de 40 minutes de La Motte-de-Galaure.
Le village est desservi par la ligne d'autocar no 3 (Saint-Vallier - Hauterives - Le Grand-Serre).

## Urbanisme

### Typologie
La Motte-de-Galaure est une commune rurale, car elle fait partie des communes peu ou très peu denses, au sens de la grille communale de densité de l'Insee,,,.
La commune est en outre hors attraction des villes,.

### Occupation des sols
L'occupation des sols de la commune, telle qu'elle ressort de la base de données européenne d’occupation biophysique des sols Corine Land Cover (CLC), est marquée par l'importance des territoires agricoles (83,2 % en 2018), une proportion identique à celle de 1990 (82,7 %). La répartition détaillée en 2018 est la suivante : 
terres arables (55,7 %), zones agricoles hétérogènes (17 %), forêts (16,8 %), prairies (10,5 %). L'évolution de l’occupation des sols de la commune et de ses infrastructures peut être observée sur les différentes représentations cartographiques du territoire : la carte de Cassini (XVIIIe siècle), la carte d'état-major (1820-1866) et les cartes ou photos aériennes de l'IGN pour la période actuelle (1950 à aujourd'hui).

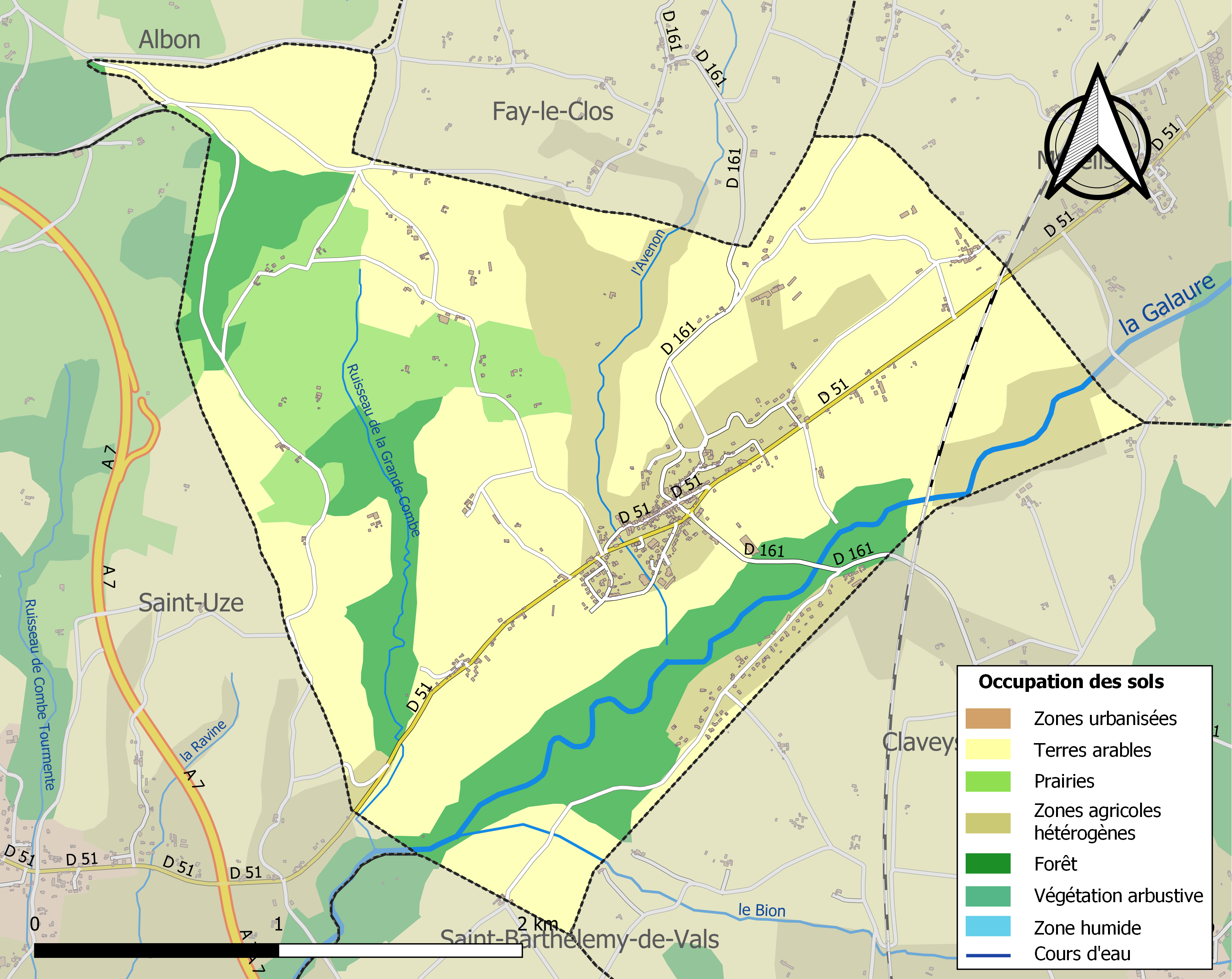
Carte des infrastructures et de l'occupation des sols de la commune en 2018 (CLC).

### Morphologie urbaine
Le territoire est essentiellement utilisé à des fins agricoles. Un peu plus du quart est occupé par les forêts et des milieux semi-naturels.
| Territoire artificialisé                                                                                                  | 6 % (5,60)      | 47  |
| Espace agricole | 63,56 % (25,80) | 492 |
| Fôrets et milieux semi-naturels                                                                                           | 27,52 % (66,40) | 213 |
| Eaux | 1,93 % (1)      | 15  |
| Indéterminés | 0,90 % (1,30)   | 7   |
| Source : Base statistique de l'Observatoire des surfaces à l’échelle communale (OSCOM) et Diaporama de présentation OSCOM |                 |     |

### Logement
Entre 2009 et 2014, le nombre de résidences principales a peu augmenté et même légèrement diminué en proportion du nombre total de logements sur la commune. Entre ces deux dates, on dénombre presque une dizaine de logements vacants de plus.
| Types de logements                         | 2014 | Proportion | 2009 | Proportion |
| ------------------------------------------ | ---- | ---------- | ---- | ---------- |
| Total                                      | 355  | 100 %      | 340  | 100 %      |
| Résidences principales                     | 320  | 90,3 %     | 310  | 91,1 %     |
| Résidences secondaires                     | 11   | 3,10 %     | 17   | 5 %        |
| Logements vacants                          | 23   | 6,6 %      | 14   | 4 %        |
| Source : Catégories et types de logements. |      |            |      |            |

### Risques naturels et technologiques
La commune, qui se situe en zone 3 de sismicité modérée, n'est pas soumise à un plan de prévention des risques technologiques (PPRt) mais est située dans le périmètre d’un plan de prévention des risques naturels prévisibles (PPRn) due au risque d'inondation causé par la Galaure et ses affluents.

## Toponymie

### Attestations
Dictionnaire topographique du département de la Drôme :
- 1070 : mention du mandement : Mandamentum castelli Mote (cartulaire de Romans, 235) ;
- 1119 : mention du prieuré Sainte-Agnès : Cella Sancte Agnetis de Mota (Juénin : Hist. de Tournus, 146) ;
- XIIe siècle : mention du prieuré : Prioratus de Mota (Juénin : Hist. de Tournus, 298) ;
- XIVe siècle : Mouta Galabri (pouillé de Vienne) ;
- 1333 : Mota de Galauro (choix de docum., 39) ;
- 1334 : Mota Galabri (choix de docum., 229) ;
- 1521 : mention de la paroisse : Ecclesia Mote Galabri (pouillé de Vienne) ;
- 1891 : La Motte-de-Galaure, commune du canton de Saint-Vallier.

## Histoire

### Du Moyen Âge à la Révolution
La seigneurie :
- Au point de vue féodal, La Motte-de-Galaure était une terre du fief de l'église de Romans.
- 1332 : possession indivise des Clermont-Chatte et des Alleman.
- 1388 : les droits des Alleman passent aux Lymonne.
- Les droits des Lymonne passe aux Poitiers-SAint-Vallier.
- 1545 : les droits des Poitiers-Saint-Vallier passe aux Buchier.
- 1553 : la terre passe aux seigneurs de Saint-Vallier.
- 1555 : les Clermont-Chatte vendent leurs droits aux Bressieu.
- 1561 : les Ramud et les Eurre sont co-seigneurs de la Motte-de-Galaure. Une partie est encore possédée par les Clermont-Chatte en 1648.
- 1628 : les Fay-Gerlande acquièrent quelques droits. Ils posséderont peu à peu toute la terre et seront les derniers seigneurs.

En 1587, le prieuré est en partie détruit par les guerres de Religion. Il sera reconstruit au début du XVIIe[réf. nécessaire].
1688 (démographie) : 20 à 30 familles.
Avant 1790, la Motte-de-Galaure était une communauté de l'élection et subdélégation de Valence et du bailliage de Saint-Marcellin, formant une paroisse du diocèse de Vienne dont l'église, dédiée à sainte Agnès, était celle d'un prieuré de l'ordre de Saint-Benoît et de la dépendance de l'abbaye de Tournus, dont le titulaire avait la collation de la cure et les dîmes de cette paroisse.

### De la Révolution à nos jours
En 1790, la commune fait partie du canton de Saint-Vallier.

## Politique et administration

### Administration municipale
Le nombre d'habitants au dernier recensement étant compris entre 500 et 1 499, le nombre de membres du conseil municipal est de 15.
À la suite de l'élection municipale de 2014, le conseil municipal est composé de 3 adjoints et de 11 conseillers municipaux.

### Liste des maires
| Période                                  | Période      | Identité       | Étiquette | Qualité     |
| ---------------------------------------- | ------------ | -------------- | --------- | ----------- |
| Les données manquantes sont à compléter. |              |                |           |             |
| avant 1988                               | ?            | Maurice Rignol |           |             |
| mars 2001                                | mars 2008    | René Bochaton  | PCF       |             |
| mars 2008                                | juillet 2010 | Christian Cuny | DVG       |             |
| septembre 2010                           | mars 2014    | Vincent Cheval | PS        | Agriculteur |
| mars 2014                                | mars 2020    | Laurence Perez | PS        | Commerçante |
| mars 2020                                | En cours     | Laurence Perez | PS        | Commerçante |

### Rattachements administratifs et électoraux
Depuis 2014, La Motte-de-Galaure appartient à la communauté de communes Porte de DrômArdèche.

### Jumelages
La Motte-de-Galaure n'a pas de convention de jumelage connue.

## Population et société

### Démographie
L'évolution du nombre d'habitants est connue à travers les recensements de la population effectués dans la commune depuis 1793. Pour les communes de moins de 10 000 habitants, une enquête de recensement portant sur toute la population est réalisée tous les cinq ans, les populations de référence des années intermédiaires étant quant à elles estimées par interpolation ou extrapolation. Pour la commune, le premier recensement exhaustif entrant dans le cadre du nouveau dispositif a été réalisé en 2007.

En 2018, la commune comptait 794 habitants, en évolution de +2,32 % par rapport à 2012 (Drôme : +2,64 %, France hors Mayotte : +2,11 %).
| 1793 | 1800 | 1806 | 1821 | 1831 | 1836 | 1841 | 1846 | 1851 |
| ---- | ---- | ---- | ---- | ---- | ---- | ---- | ---- | ---- |
| 272  | 349  | 409  | 460  | 583  | 579  | 560  | 574  | 653  |

| 1856 | 1861 | 1866 | 1872 | 1876 | 1881 | 1886 | 1891 | 1896 |
| ---- | ---- | ---- | ---- | ---- | ---- | ---- | ---- | ---- |
| 641  | 612  | 609  | 617  | 602  | 543  | 557  | 514  | 520  |

| 1901 | 1906 | 1911 | 1921 | 1926 | 1931 | 1936 | 1946 | 1954 |
| ---- | ---- | ---- | ---- | ---- | ---- | ---- | ---- | ---- |
| 551  | 541  | 548  | 461  | 487  | 490  | 501  | 464  | 502  |

| 1962 | 1968 | 1975 | 1982 | 1990 | 1999 | 2006 | 2007 | 2012 |
| ---- | ---- | ---- | ---- | ---- | ---- | ---- | ---- | ---- |
| 506  | 514  | 489  | 441  | 463  | 543  | 670  | 687  | 776  |

| 2017 | 2018 | - | - | - | - | - | - | - |
| ---- | ---- | - | - | - | - | - | - | - |
| 795  | 794  | - | - | - | - | - | - | - |

### Enseignement
La Motte-de-Galaure est située dans l'académie de Grenoble. Elle possède une école maternelle avec un effectif de 66 élèves pour l'année scolaire 2017-2018, ainsi qu'une cantine scolaire.

### Manifestations culturelles et festivités
- Fête : deuxième dimanche d'octobre[24].

#### Loisirs
- Un boulodrome.
- Randonnées : la commune est traversée par la boucle de randonnée « Le 8 de la Galaure » ; d'une longueur de 50 km, ce parcours traverse huit villages avec un dénivelé total de 880 m, un point le plus haut à 445 m d'altitude et un point le plus bas à 180 m[25]. Des panneaux explicatifs mettent en valeur le patrimoine naturel et bâti.

### Sports
- Une salle omnisports.
- un terrain de volley de plage.
- un parcours de tir à l'arc.

### Médias
Les journaux de la presse écrite locale sont : Le Dauphiné libéré, L'Impartial de la Drôme, Drôme Hebdo et L'Agriculture Drômoise.
L'audiovisuel public est représenté par France Bleu Drôme Ardèche pour la radio et France 3 Auvergne-Rhône-Alpes pour la télévision.

## Économie
En 1992 : bois, céréales (maïs), bovins (coopérative laitière).

### Emploi
En 2014, la population agée de 15 à 64 ans s'élève à 470 personnes (445 en 2009) parmi lesquelles on compte 75,8 % d'actifs dont 8,1 % sont des chômeurs (respectivement 74,4 % et 6,1 % en 2009).
Entre 2009 et 2014, le nombre d'emplois dans la zone a légèrement diminué, passant de 134 à 127 alors que le nombre d'actifs qui ont en même temps un emploi et résident dans la zone a augmenté de 308 à 319 ; l'indicateur de concentration d'emploi en diminuant entre ces deux dates, passant de 43,5 % à 39,7 % suggère que les nouveaux arrivants dans la commune ont un emploi à l'extérieur de celle-ci.

### Entreprises et commerces
Au 31 décembre 2015, 60,6 % des 66 entreprises de la zone ont leurs activités dans le commerce, les transports et les services divers, suivi du secteur de l'agriculture avec dix établissements représentants 15,2 % des entreprises de la commune, puis le secteur de la construction (12,1 %) et enfin ceux de l'administration publique, l'enseignement et la santé (7,8 %).
Plus de 80 % des entreprises n'ont aucun salarié, un peu plus de 13 % en ont moins de dix, 3 % ont 10 à 19 salariés, 1,5 % 20 à 49 et il n'y a aucune entreprise de 50 salariés ou plus sur la commune.

## Culture locale et patrimoine

### Lieux et monuments
- Vestiges de l'ancien château médiéval qui dominait le village[réf. nécessaire].
- La Tour[24].
- Église du prieuré Sainte-Agnès de La Motte-de-Galaure : façade (IMH)[24].
- Prieuré Sainte-Agnès du XIe et XIIe siècles autrefois occupé par des moines bénédictins (monument inscrit à l'inventaire supplémentaire des Monuments Historiques depuis le 13 décembre 1982)[réf. nécessaire].
- Maisons anciennes[24].

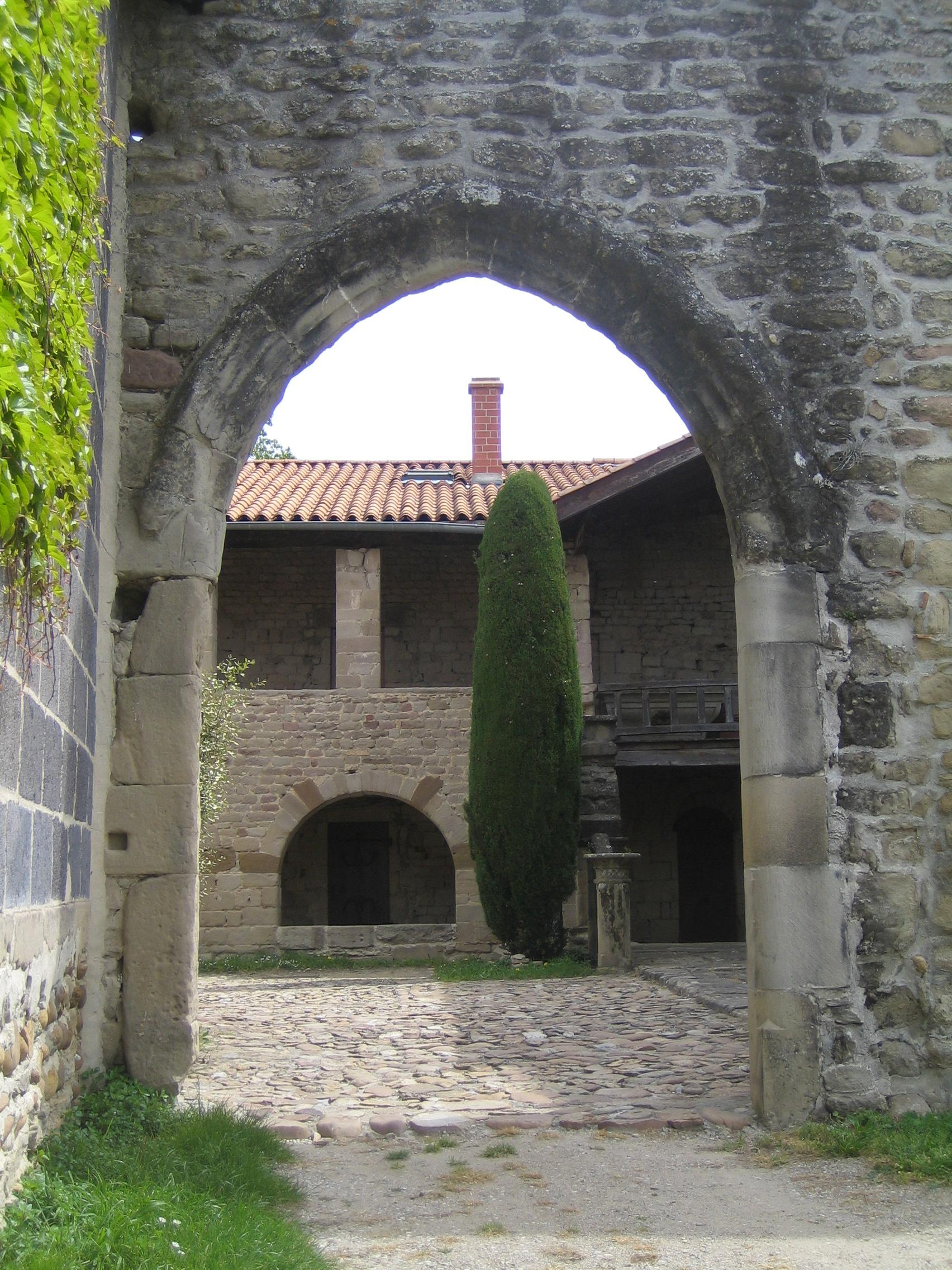
Prieuré.
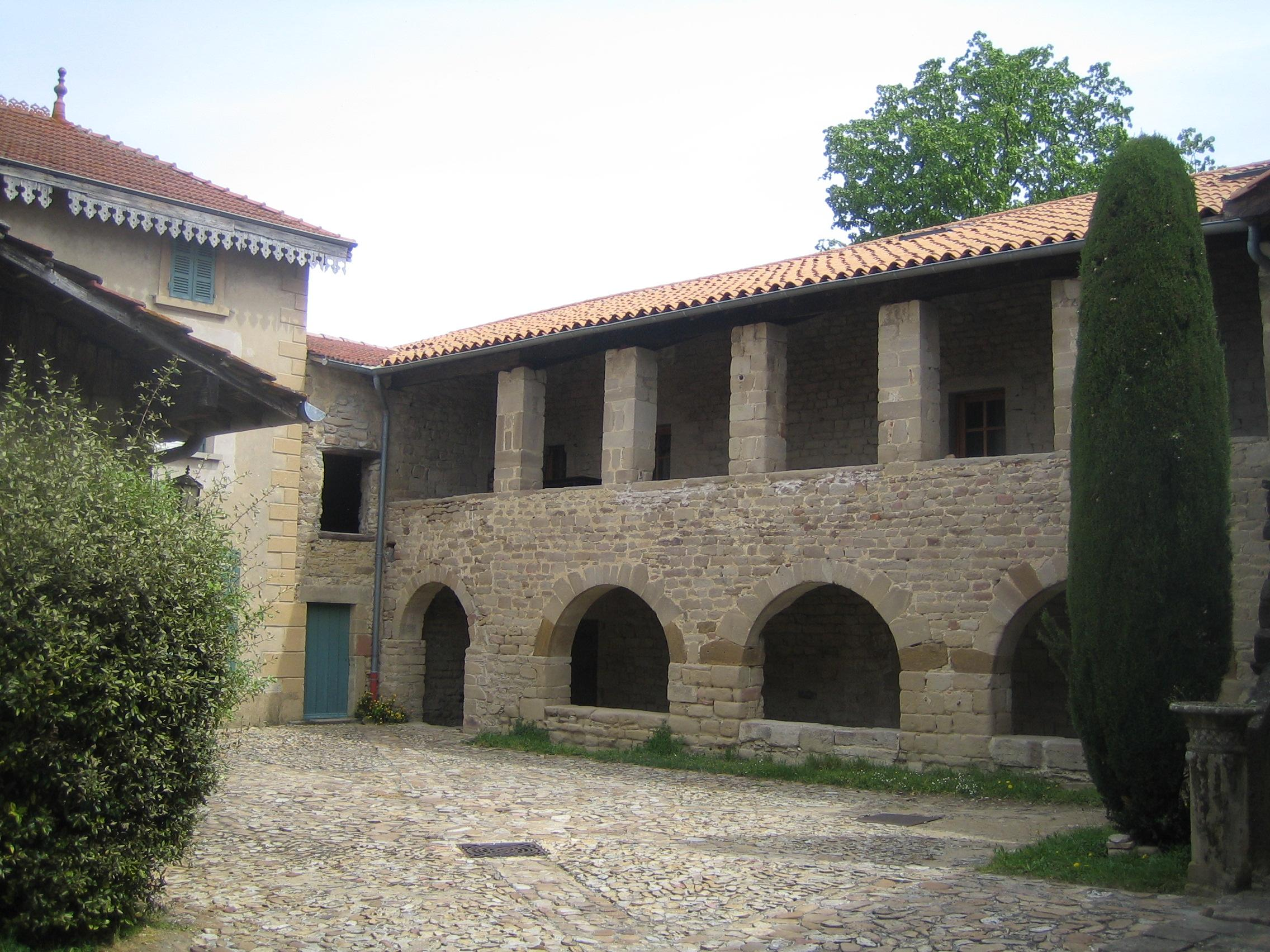
Prieuré.
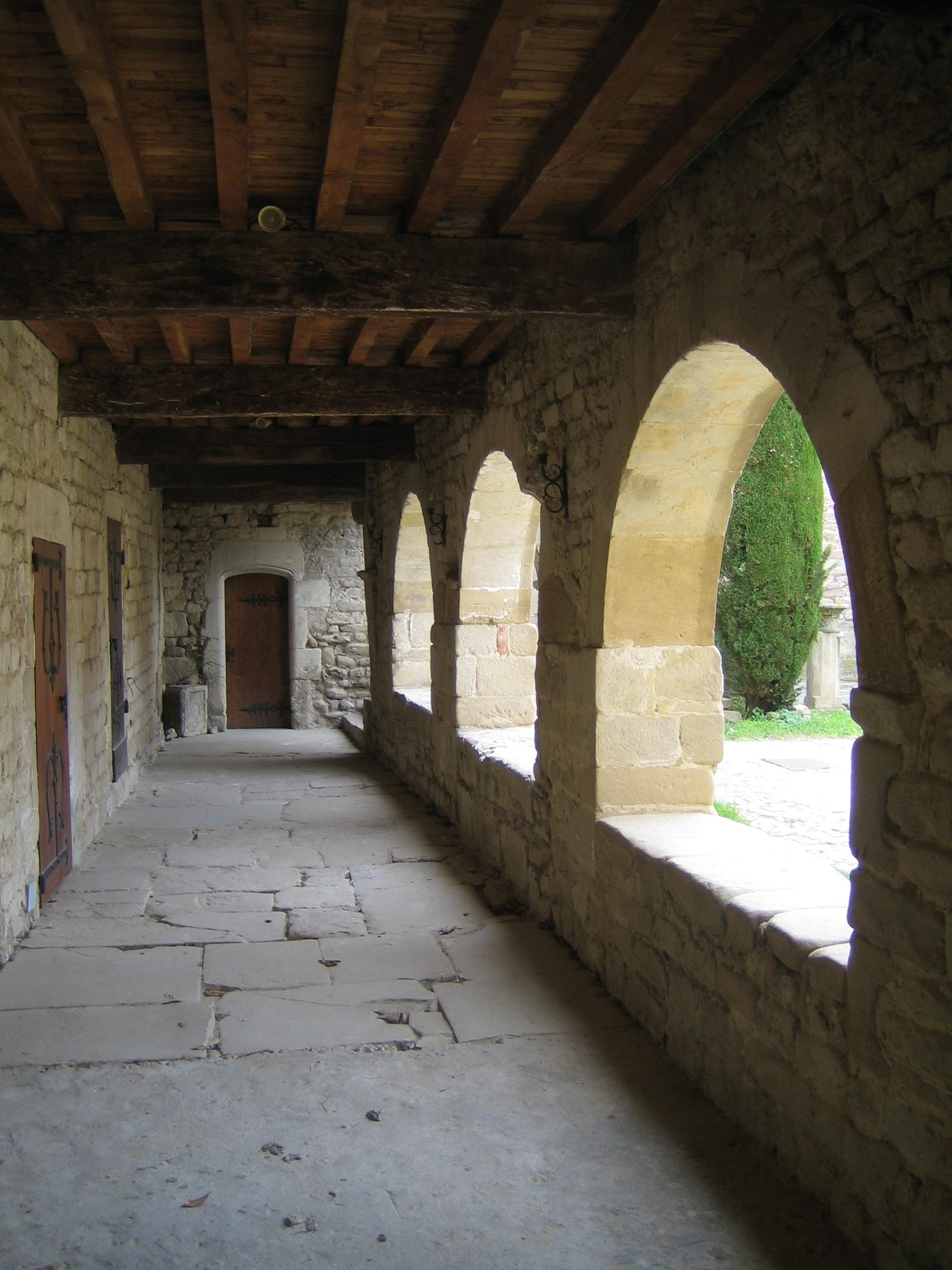
Prieuré.

### Personnalités liées à la commune
- Victor de Fay de Latour-Maubourg (1768-1850), né à La Motte-de-Galaure, militaire et homme politique français durant la Révolution et sous l'Empire.
- Just Charles César de Faÿ de La Tour-Maubourg (1774-1846), né à La Motte-de-Galaure[réf. souhaitée], gendre de La Fayette.

### Héraldique, logotype et devise
|  | La Motte-de-Galaure possède des armoiries dont l'origine et le blasonnement exact ne sont pas disponibles. |